# Izbicko
Izbicko (dodatkowa nazwa w j. niem. Stubendorf) – wieś w Polsce, położona w województwie opolskim, w powiecie strzeleckim, w gminie Izbicko.
Miejscowość jest siedzibą gminy Izbicko. 

## Nazwa
Pierwsze wzmianki o Izbicku pochodzą z dokumentu biskupa wrocławskiego Jana III z roku 1295, gdzie miejscowość występuje pod nazwami Istbisco lub Yczbczko. To wskazuje na istnienie parafii i zorganizowanej społeczności już w tamtym okresie. Archeologiczne znaleziska potwierdzające obecność osady już w IV wieku n.e. sugerują, że Izbicko mogło być ważnym punktem na mapie regionu już w czasach rzymskich.
W alfabetycznym spisie miejscowości na terenie Śląska wydanym w 1830 roku we Wrocławiu przez Johanna Knie wieś występuje pod obecnie stosowaną, polską nazwą Izbicko oraz nazwą niemiecką - Stubendorf.

## Integralne części wsi Izbicko[6][7]
| SIMC    | Nazwa  | Rodzaj     |
| ------- | ------ | ---------- |
| 0495496 | Utrata | przysiółek |

## Zabytki

### 1. Cmentarzysko kurhanowe:
Odkryte w 1927 roku cmentarzysko kurhanowe w Izbicku to świadectwo długiej historii osadnictwa na tym terenie. Wykopaliska i badania archeologiczne przeprowadzone w latach 1952-1978 ujawniły, że już w IV wieku n.e. istniała tutaj osada kultury przeworskiej. W VII wieku na tym samym terenie założono słowiański cmentarz kurhanowy, który był użytkowany aż do kolejnego stulecia. Zachowało się 15 kurhanów z ciałopalnymi pochówkami oraz 19 kopców ziemnych, których dokładne przeznaczenie pozostaje niejasne.

### 2. Zespół pałacowy -Pałac Izbicko:
Do wojewódzkiego rejestru zabytków wpisany został zespół pałacowy, który obejmuje:
•  Pałac: Zabytkowy pałac w Izbicku, którego początki sięgają XVIII wieku, przechodził różne przeobrażenia także w XIX i XX wieku .
•  Park: Przylegający do pałacu park jest równie ważnym elementem zespołu.
Obecnie pałac znajduje się w posiadaniu osoby prywatnej i jest okazjonalnie wykorzystywany przy organizacji wydarzeń.

### 3. Mogiły na cmentarzu rzymskokatolickim:
Na miejscowym cmentarzu rzymskokatolickim znajdują się mogiły, które również zostały wpisane do rejestru zabytków. .

## Linki zewnętrzne

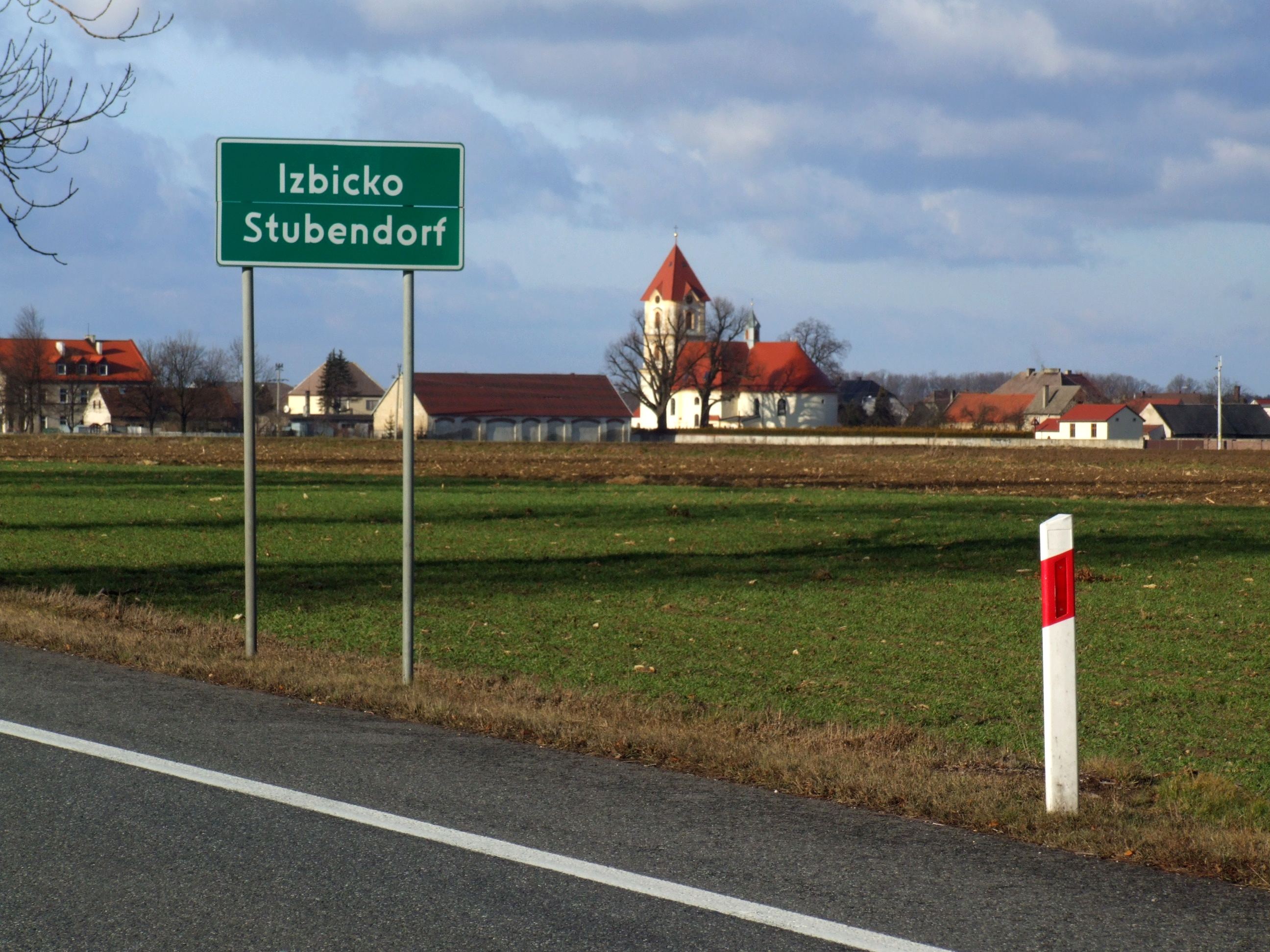
Dwujęzyczna tablica polsko-niemiecka